# 康樂園 (選區)
康樂園（英語：Hong Lok Yuen，代號P17）是香港大埔區議會下轄的選區，1999年設立，以鄉郊地帶為主，2023年取消，末任區議員為大埔民主聯盟成員姚躍生。

## 範圍及名稱
選區位於大埔區北部，包括四個部分，分別是康樂園、九龍坑、大埔頭及鳳園谷範圍，以康樂園人口較多，選區名稱亦從此而來。與其相連的選區有船灣、富明新、怡富、富亨、頌汀、舊墟及太湖、寶雅以及林村谷，並且與北區以八仙嶺郊野公園連接。投票站因應人口分佈而設有四個，分別位於大埔頭的大埔三育中學、九龍坑公立育賢學校、康樂園服務處會議室及位於富善邨服務鳳園谷一帶選民的孔教學院大成何郭佩珍中學。

## 沿革
1994年以前康樂園、九龍坑、大埔頭及鳳園谷分散在不同的選區內，其中康樂園、九龍坑屬大埔北、大埔頭屬大埔中，而鳳園谷則屬大埔東北選區。
1994年區議會選舉，康樂園、九龍坑、大埔頭及鳳園谷範圍劃入船灣選區。九十年代中期區內露輝路、露屏路發展帶動人口增加，選舉管理委員會將康樂園、大埔頭及鳳園範圍分拆為康樂園選區。
1999年區議會選舉，時為大埔鄉事委員會副主席的文春輝以786票多於自由黨郭仲池的431票而當選。
2003年區議會選舉，文春輝以1,171票，擊敗得到495票的葉偉才，以七成得票成功連任。
2007年3月文春輝當選為大埔鄉事委員會主席，成為大埔區議會當然議員，根據《區議會條例》規定，他的民選議員席位2007年4月懸空，觸發2007年6月10日補選，泛民主派由與公民黨友好、任職專業工程師的何國強參選，但以兩成六票敗於鄉事派的鄧友發。稍後舉行的2007年區議會選舉及2011年區議會選舉，均由鄧友發自動當選。
2015年區議會選舉，大埔頭水圍由林村谷選區改劃到本區，使本區跨越東鐵綫，由於文春輝的當然議員讓位予委任議席的張學明，文春輝未有連任大埔鄉事委員會主席，只好再次參選本區爭取連任，遇上大埔頭村村長鄧銘泰的挑戰。最終鄧銘泰以過六成得票當選，使經民聯的文春輝未能重返議會。
2019年區議會選舉，因應鄰近林村谷及康樂園選區人口過多，選管會計劃將康樂園選區內大埔頭水圍、大埔頭、太湖山莊及華樂豪庭，以及林村谷選區內的大埔花園及帝欣苑劃入寶雅選區，使該區由不足一萬四千人增加到接近二萬一千人，有關變動接獲大量反對，相反鄰近大埔頭、太湖山莊及華樂豪庭的舊墟及太湖選區則不受影響。最終選管會考慮後，只將大埔頭水圍、大埔花園及帝欣苑劃入寶雅選區，而大埔頭、太湖山莊及華樂豪庭則劃入舊墟及太湖選區。大埔民主聯盟由姚躍生出選挑戰鄧銘泰，但由於鄧銘泰本身為大埔頭村長，有傳鄧銘泰及出選舊墟及太湖的新民黨劉文杰未能協調，結果提名期最後數天二人方報名參選，結果姚躍生以3,302票多於鄧的2,419票勝出，打破鄉事派壟斷本區席位的局面。
2021年5月17日，姚躍生於facebook宣佈辭職，表示身體同精神狀態都出現問題，且每况愈下，無法繼續做區議員，同時為未能完成任期而向康樂園選區街坊道歉。

## 歷屆議員
| 屆別                  | 議員   | 政治聯繫 | 政治聯繫     |
| --------------------- | ------ | -------- | ------------ |
| 2000年－2003年        | 文春輝 |          | 鄉事派       |
| 2004年－2007年4月     | 文春輝 |          | 鄉事派       |
| 2007年6月11日－2007年 | 鄧友發 |          | 鄉事派       |
| 2008年－2011年        | 鄧友發 |          | 鄉事派       |
| 2012年－2015年        | 鄧友發 |          | 鄉事派       |
| 2016年－2019年        | 鄧銘泰 |          | 鄉事派       |
| 2020年－2021年5月16日 | 姚躍生 |          | 大埔民主聯盟 |
| 2021年5月17日－2023年 | 懸空   | 懸空     | 懸空         |

## 歷屆選舉結果
| 政党   | 政党         | 候选人    | 票数  | %     | ±      |
| ------ | ------------ | --------- | ----- | ----- | ------ |
|        | 無黨派       | ①. 鄧銘泰 | 2,419 | 42.28 | ▼18.85 |
|        | 大埔民主聯盟 | ②. 姚躍生 | 3,302 | 57.72 | 不適用 |
| 多数票 | 多数票       | 多数票    | 883   | 15.43 | ▼6.82  |

| 政党   | 政党   | 候选人    | 票数  | %     | ±      |
| ------ | ------ | --------- | ----- | ----- | ------ |
|        | 經民聯 | ①. 文春輝 | 1,132 | 38.87 | 不適用 |
|        | 無黨派 | ②. 鄧銘泰 | 1,780 | 61.13 | 不適用 |
| 多数票 | 多数票 | 多数票    | 648   | 22.25 | 不適用 |

| 政党   | 政党   | 候选人 | 票数     | %      | ±      |
| ------ | ------ | ------ | -------- | ------ | ------ |
|        | 無黨派 | 鄧友發 | 自動當選 | 不適用 | 不適用 |
| 多数票 | 多数票 | 多数票 | 不適用   | 不適用 | 不適用 |

| 政党   | 政党   | 候选人 | 票数     | %      | ±      |
| ------ | ------ | ------ | -------- | ------ | ------ |
|        | 無黨派 | 鄧友發 | 自動當選 | 不適用 | 不適用 |
| 多数票 | 多数票 | 多数票 | 不適用   | 不適用 | 不適用 |

| 政党   | 政党   | 候选人    | 票数  | %     | ±      |
| ------ | ------ | --------- | ----- | ----- | ------ |
|        | 公民黨 | ①. 何國強 | 374   | 26.34 | 不適用 |
|        | 無黨派 | ②. 鄧友發 | 1,046 | 73.66 | 不適用 |
| 多数票 | 多数票 | 多数票    | 672   | 47.32 | ▲6.60  |

| 政党   | 政党   | 候选人    | 票数  | %     | ±      |
| ------ | ------ | --------- | ----- | ----- | ------ |
|        | 無黨派 | ①. 葉偉才 | 495   | 29.64 | 不適用 |
|        | 無黨派 | ②. 文春輝 | 1,175 | 70.36 | 不適用 |
| 多数票 | 多数票 | 多数票    | 680   | 40.72 | ▲11.55 |

| 政党   | 政党   | 候选人    | 票数 | %     | ±      |
| ------ | ------ | --------- | ---- | ----- | ------ |
|        | 無黨派 | ①. 文春輝 | 786  | 64.59 | 不適用 |
|        | 自由黨 | ②. 郭仲池 | 431  | 35.41 | 不適用 |
| 多数票 | 多数票 | 多数票    | 355  | 29.17 | 不適用 |

## 資料來源與註釋
1. ↑   (PDF).   [2020-02-25]. （原始内容存档 (PDF)于2018-01-24）.
2. ↑   (PDF).   [2019-12-19]. （原始内容 (PDF)存档于2020-08-20）.
3. ↑   (PDF). 香港政府憲報.   [2015-11-25]. （原始内容存档 (PDF)于2015-11-22）.
4. ↑   (PDF). 香港政府統計處.   [2021-01-21]. （原始内容 (PDF)存档于2021-06-18）.
5. ↑  .   [2021-10-20]. （原始内容存档于2017-01-15）.
6. ↑  有需要作出改動的選區分界 （页面存档备份，存于）
7. ↑  大埔區 書面/口頭申述摘要（页面存档备份，存于）
8. ↑  2019年香港區議會選舉網頁選舉結果(大埔) （页面存档备份，存于）
9. ↑  . www.elections.gov.hk. 2021年2月5日  [2019-11-25]. （原始内容存档于2020-01-14）.
10. ↑  . 星島日報. 2019-11-25  [2021-02-08]. （原始内容存档于2019-12-28）.
11. ↑  . 明報. 2021-05-18  [2021-06-06]. （原始内容存档于2021-06-18）.

## 外部連結
- 香港選舉資料匯編：1982年-1994年，雷競璇 沈國祥編 1995年出版 ISBN 962-441-519-6 （页面存档备份，存于）